# 光豬六壯士
《光豬六壯士》（英語：The Full Monty）是一部1997年英國喜劇片，由彼德·卡丹尼奧（Peter Cattaneo）執導， 羅勃·卡萊爾及湯·韋堅遜等主演。劇情描述在經濟不境氣下，幾名英國男子因失業而迫不得已當上脫衣舞男的故事。
此電影以喜劇手法帶出不少沉重話題，包括失業、重性抑郁障碍、勃起功能障碍、工人阶级文化及自殺等。

## 剧情
本片開頭以25年前宣傳短片中描述著25年後雪菲爾的榮華美景，1980年代以前的雪菲爾以鋼鐵業為核心，但1980年開始好景不常，大部分的工人開始因為大環境的因素而失業，以Gaz（羅勃·卡萊爾飾演）和Dave（Mark Addy飾演）偷無人工廠的鋼材為帶出鋼鐵業的沒落。
主角Gaz為了籌出贍養費以取得兒子Nathan（William Snape飾演）的一半撫養權，看到脫衣舞男可以賺許多錢，因此Gaz異想天開地開始與Dave、 Gerald...等失業五人一起辦一場脫衣舞男的表演，途中發生許多的意外與事件阻擋了大家的脫衣舞男表演的想法。最終Gary和Dave...等人擺脫了外在的眼光以及自卑感，完成了他們的第一場也是最後一場的脫衣舞表演。

## 角色
- 羅勃·卡萊爾 - Gary "Gaz" Schofield
- Mark Addy - Dave Horsefall
- William Snape - Nathan Schofield
- Steve Huison - Lomper
- 湯·韋堅遜 - Gerald Cooper
- Paul Barber - Barrington "Horse" Mitchell
- Hugo Speer - Guy
- Lesley Sharp - Jean Horsefall
- Emily Woof - Mandy
- Deirdre Costello - Linda Cooper
- Paul Butterworth - Barry
- Dave Hill - Alan
- Bruce Jones - Reg
- Andrew Livingston - Terry
- Vinny Dhillon - Sharon
- Andy Smith - Clive

## 奖项
- 欧洲电影奖最佳影片、人民选择奖最佳欧洲电影
- 帝国奖最佳英国电影

英国电影学院奖
- 最佳影片
- 最佳男主角：羅勃·卡萊爾

奥斯卡奖
- 最佳电影提名
- 最佳导演提名
- 最佳原创剧本提名
- 最佳配乐奖：安妮·杜德利

## 外部連結
- 互联网电影数据库（IMDb）上《光豬六壯士》的资料（英文）
- 爛番茄上《光豬六壯士》的資料（英文）
- 豆瓣电影上《光豬六壯士》的資料 （简体中文）
- AllMovie上《光豬六壯士》的资料（英文）
- 百老匯網路資料庫（IDBD）上《光豬六壯士》的资料（英文）
- 豆瓣电影上《光豬六壯士》的資料 （简体中文）